# Adam Nemec
Adam Nemec (Banská Bystrica, 2 de septiembre de 1985) es un futbolista que juega en la demarcación de delantero para el F. C. Voluntari de la Liga I.

## Selección nacional
Debutó con la selección de fútbol de Eslovaquia el 10 de diciembre de 2006 en un partido amistoso contra los Emiratos Árabes Unidos. Tras cinco años sin volver a jugar con la selección volvió para disputar otro encuentro, amistoso, contra Luxemburgo. Posteriormente, en 2013, disputó la fase de clasificación para la Copa Mundial de Fútbol de 2014 y clasificación para la Eurocopa 2016. En el mismo torneo llegó a jugar dos partidos, uno contra Gales y otro contra Rusia.

### Participaciones internacionales
| Eurocopa      | Sede    | Resultado        | Partidos | Goles |
| ------------- | ------- | ---------------- | -------- | ----- |
| Eurocopa 2016 | Francia | Octavos de final | 2        | 0     |

### Goles internacionales
| #  | Fecha                   | Estadio                                          | Oponente            | Gol | Resultado | Competición                                |
| -- | ----------------------- | ------------------------------------------------ | ------------------- | --- | --------- | ------------------------------------------ |
| 1  | 4 de septiembre de 2014 | Štadión pod Dubňom, Žilina, Eslovaquia           | Malta               | 1–0 | 1–0       | Amistoso                                   |
| 2  | 15 de noviembre de 2014 | Estadio Filip II de Macedonia, Skopje, Macedonia | Macedonia del Norte | 0-2 | 0–2       | Clasificación para la Eurocopa 2016        |
| 3  | 27 de marzo de 2015     | Štadión pod Dubňom, Žilina, Eslovaquia           | Luxemburgo          | 1–0 | 3-0       | Clasificación para la Eurocopa 2016        |
| 4  | 12 de octubre de 2015   | Estadio Josy Barthel, Luxemburgo, Luxemburgo     | Luxemburgo          | 0-2 | 2-4       | Clasificación para la Eurocopa 2016        |
| 5  | 27 de mayo de 2016      | Renner Arena, Wels, Austria                      | Georgia             | 1–0 | 3–1       | Amistoso                                   |
| 6  | 27 de mayo de 2016      | Renner Arena, Wels, Austria                      | Georgia             | 2–0 | 3–1       | Amistoso                                   |
| 7  | 11 de octubre de 2016   | Estadio Anton Malatinský, Trnava, Eslovaquia     | Escocia             | 3-0 | 3-0       | Clasificación para la Copa Mundial de 2018 |
| 8  | 11 de noviembre de 2016 | Estadio Anton Malatinský, Trnava, Eslovaquia     | Lituania            | 1-0 | 4-0       | Clasificación para la Copa Mundial de 2018 |
| 9  | 27 de marzo de 2017     | Estadio Nacional Ta' Qali, Ta' Qali, Malta       | Malta               | 1-3 | 1-3       | Clasificación para la Copa Mundial de 2018 |
| 10 | 8 de octubre de 2017    | Estadio Anton Malatinský, Trnava, Eslovaquia     | Malta               | 1–0 | 3–0       | Clasificación para la Copa Mundial de 2018 |
| 11 | 8 de octubre de 2017    | Estadio Anton Malatinský, Trnava, Eslovaquia     | Malta               | 2–0 | 3–0       | Clasificación para la Copa Mundial de 2018 |
| 12 | 31 de mayo de 2018      | Estadio Anton Malatinský, Trnava, Eslovaquia     | Países Bajos        | 1–0 | 1–1       | Amistoso                                   |
| 13 | 5 de septiembre de 2018 | Estadio Anton Malatinský, Trnava, Eslovaquia     | Dinamarca           | 1–0 | 3-0       | Amistoso                                   |

## Clubes
| Club                    | País           | Año       | Partidos | Goles |
| ----------------------- | -------------- | --------- | -------- | ----- |
| M. F. K. Dubnica        | Eslovaquia     | 2002-2004 | 19       | 8     |
| M. S. K. Žilina         | Eslovaquia     | 2004-2007 | 74       | 25    |
| F. C. Erzgebirge Aue    | Alemania       | 2007-2008 | 29       | 10    |
| K. R. C. Genk           | Bélgica        | 2008-2009 | 25       | 7     |
| 1. F. C. Kaiserslautern | Alemania       | 2009-2011 | 68       | 11    |
| F. C. Ingolstadt        | Alemania       | 2012      | 15       | 2     |
| 1. F. C. Union Berlin   | Alemania       | 2012-2015 | 64       | 14    |
| New York City F. C.     | Estados Unidos | 2015      | 9        | 0     |
| Willem II               | Países Bajos   | 2015-2016 | 13       | 0     |
| Dinamo de Bucarest      | Rumania        | 2016-2018 | 64       | 20    |
| Pafos F. C.             | Chipre         | 2018-2020 | 46       | 19    |
| Dinamo de Bucarest      | Rumania        | 2020-2021 | 34       | 5     |
| F. C. Voluntari         | Rumania        | 2021-     | 114      | 26    |

## Palmarés

### Campeonatos nacionales
| Título                     | Club                    | País       | Año  |
| -------------------------- | ----------------------- | ---------- | ---- |
| Superliga de Eslovaquia    | M. S. K. Žilina         | Eslovaquia | 2007 |
| Supercopa de Eslovaquia    | M. S. K. Žilina         | Eslovaquia | 2007 |
| Copa de Bélgica            | K. R. C. Genk           | Bélgica    | 2009 |
| 2. Bundesliga              | 1. F. C. Kaiserslautern | Alemania   | 2010 |
| Copa de la liga de Rumania | Dinamo de Bucarest      | Rumania    | 2017 |